# Proctoeces lintoni
Proctoeces lintoni är en plattmaskart. Proctoeces lintoni ingår i släktet Proctoeces och familjen Fellodistomatidae. Inga underarter finns listade i Catalogue of Life.